# Szymon Kawalla
Szymon Piotr Kawalla (* 2. Juni 1949 in Krakau) ist ein polnischer Dirigent, Geiger, Komponist und Musikpädagoge.
Kawalla bekam im Alter von fünf Jahren den ersten Violinunterricht von seinem Vater. Er besuchte dann die Geigenklasse von Eugenia Umińska am Staatlichen Musikgymnasium seiner Heimatstadt und studierte bis 1970 am Moskauer Konservatorium bei David Oistrach. Bis 1972 war er an der Staatlichen Musikhochschule Warschau Schüler von Tadeusz Wroński, Krzysztof Jakowicz und Zenona Bąkowski. An der Universität Warschau studierte er Dirigieren bei Stanisław Wisłocki (bis 1973) sowie Komposition bei Marian Borkowski, Piotr Perkowski und Włodzimierz Kotoński (bis 1974). Schließlich vervollkommnete er seine Ausbildung bei Paweł Klecki und Igor Markevitch (Dirigieren) und Mathilde Graef (Kammermusik).
1975–80 lehrte er an der Musikakademie in Bydgoszcz, 1980–86 an der Pädagogischen Hochschule in Zielona Góra. Ab 1986 leitet er die Dirigierklasse an der Musikakademie in Warschau. 1992 erhielt er den Titel eines Musikprofessors. Er gab auch internationale Meisterkursen in Żagań, Łańcut, Taegu und Jeju in Südkorea. Er leitet die Abteilung für Musikpädagogik und Literatur und das Musiklabor am Institut für Kunstpädagogik an der Fakultät für Bildungswissenschaften der Akademie der Sonderpädagogik in Warschau.
Seit 1966 gibt Kawalla regelmäßig Konzerte im In- und Ausland, in Ländern wie England, Österreich, Belgien, Weißrussland, Bulgarien, Tschechische Republik, Dänemark, Finnland, Frankreich, Spanien, den Niederlanden, Iran, Jugoslawien, Kanada, Südkorea, Kuba, Luxemburg, Deutschland, Norwegen, Russland, Rumänien, der Slowakei, den USA, der Schweiz, Schweden, der Ukraine, im Vatikan, in Ungarn und Italien. Von 1974 bis 1978 leitete Kawalla die Pommersche Philharmonie in Bydgoszcz.
Als geschäftsführender und künstlerischer Leiter sowie Chefdirigent arbeitete er für das Staatliche Kammerorchester in Toruń (1979–80), die Philharmonie Zielona Góra und die Kammeroper Żagańska (1980–86) sowie das Sinfonieorchester und den Chor des Polnischen Rundfunks und Fernsehens in Krakau (1985 bis 1991). Von 1992 bis 1995 war er künstlerischer Berater und Chefdirigent der Philharmonie Koszalin, von 1995 bis 2001 künstlerischer Leiter und Chefdirigent der Philharmonie in Kielce sowie der Opernbühne Kielce. Seit 2001 ist er künstlerischer Leiter und Erster Dirigent des Kammerchores der Warschauer Kammeroper.
Kawalla erhielt viele Auszeichnungen, darunter das Silberne Verdienstkreuz der Republik Polen (1985), das Ritterkreuz und das Offizierskreuz des Ordens Polonia Restituta (1996 und 2004) sowie die Medaille Bene Meritus der Gesellschaft der Freunde der Bildenden Künste.

## Werke
- Divertimento für Streicher und Perkussion (1966)
- Pater Kolbe, Oratorium (1969)
- Wit Stwosz, Kantate (1970)
- Stabat Mater (1990)
- Kantata na 15-lecie Pontyfikatu Papieża Jana Pawła II (1991)
- Fantazja für Geige solo (2002)
- Impresje arabskie für Geige solo (2006)
- Santo subito für Bariton und gemischten Chor (2006)
- Novennalia für Sopran und gemischten Chor (2006)
- Mały kaprys für Geige solo (2006)
- Kaprys świętokrzyski für Geige solo (2006)
- Dumka Babicka z wariacjami für Geige solo (2006)
- Giovanile für Sinfonieorchester (2006)
- Liryki miłosne (2007)
- Treny amerykańskie (2007)
- Totus tuus, Oratorium für Sopran, Mezzosopran, Geige, Chor und Orchester (2008)
- Polak Papieżem, Kantate für Chor und Orchester (2008)
- Medytacja o Janie Pawle II „Łza“, Kantate für Mezzosopran, Geige, Chor und Orchester (2008)